# 광수용체

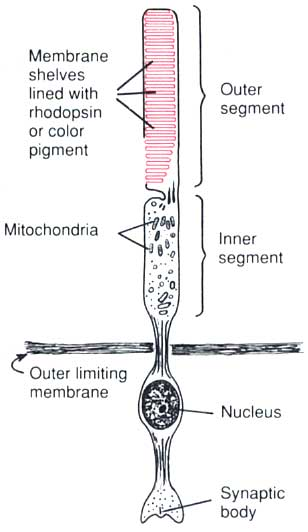
간상세포와 원추세포의 기능적 부분

광수용체(光受容體, photoreceptor cell)는 생물이 가진 수용체 가운데, 빛을 자극으로 수용하는 화합물(유기분자, 단백질)이나 감각기(광수용세포, 시각세포)를 가리킨다.
광수용체는 시각적 광변환이 가능한 망막에서 발견되는 특수한 유형의 신경상피 세포이다. 광수용체의 생물학적 중요성은 빛(가시 전자기 방사선)을 생물학적 과정을 자극할 수 있는 신호로 변환한다는 것이다. 좀 더 구체적으로 말하자면, 세포 내 광수용체 단백질이 광자를 흡수하여 세포막 전위의 변화를 유발한다.
현재 포유류 눈에는 세 가지 유형의 광수용체가 알려져 있습니다: 간상체, 원추세포, 본질적으로 감광성인 망막 신경절 세포. 두 개의 고전적인 광수용체 세포는 간상체와 원뿔체이며, 각각은 시각 시스템에서 환경의 이미지, 시각을 형성하는 데 사용되는 정보를 제공한다. 간상체는 주로 암점시(어두운 조건)를 중재하는 반면 원추체는 주로 명시시(밝은 조건)를 중재하지만 광변환을 지원하는 각 과정은 유사하다. 포유류 광수용체 세포의 세 번째 종류는 1990년대에 발견되었다. 바로 본질적으로 감광성인 망막 신경절 세포이다. 이들 세포는 시력에 직접적으로 기여하지는 않지만 일주기 리듬과 동공 반사를 동반하는 역할을 하는 것으로 여겨진다.

## 광수용물질의 종류
동물의 광수용체 중 하나로 로돕신이 알려져 있다. 로돕신은 척추동물의 안구 내에 존재하며, 시각을 맡는다. 식물의 광수용체에는, 원적색/적색광수용체인 피토크롬, 자외-청색광수용체인 크립토크롬 및 포토트로핀이 알려져 있다.

## 같이 보기
- G 단백질 연결 수용체
- 광민감도
- 로돕신
- 멜라놉신
- 내재적인 감광성 망막 신경절 세포(intrinsically photosensitive retinal ganglion cell)